# Мехия Барон, Мигель
Миге́ль Мехи́я Баро́н (исп. Miguel Mejía Barón; 17 апреля 1944, Мехико, Мексика) — мексиканский футболист и тренер. В настоящее время он работает помощником Рикардо Ферретти в «УАНЛ Тигрес».

## Клубная карьера
Мехия начал играть в футбол в начале 1960-х годов в молодёжной команде «УНАМ Пумас», где позже получил профессиональный контракт и выиграл в составе команды в сезоне 1974/1975 сначала Кубок Мексики, а через неделю — трофей Чемпион чемпионов.

## Тренерская карьера

### Клубная
После того, как Мехия возглавлял свой бывший клуб «УНАМ Пумас» в течение трёх лет и привёл его к чемпионству, он перебрался в «Монтеррей». Мигель закончил сотрудничество с командой в начале 1993 года, когда ему было доверено возглавить сборную Мексики. После двух с половиной лет работы с национальной сборной и 54 игр перед началом сезона 1996/97 года он занял пост тренера «Атланте» и после недолгого пребывания в «УАНЛ Тигрес» и «Пуэбле» в начале 2001 года вернулся в свой первый клуб — «УНАМ Пумас». После того, как его уволили из-за неудачных результатов, Мехия завершил свою тренерскую карьеру.

### В сборной
Дебют Мехии в качестве главного тренера сборной Мексики состоялся 20 января 1993 года в товарищеском матче против Италии, который завершился поражением со счётом 0:2. Несмотря на поражение от Сальвадора (1:2) 4 апреля 1993 года в первом туре отборочного турнира чемпионата мира 1994 года, его первый год в сборной был очень успешным: были выиграны оставшиеся пять отборочных туров (с 11 апреля по 9 мая), а также Мексика вышла в финал Кубка Америки, в котором проиграла Аргентине (1:2). Через неделю после финала 4 июля для сборной стартовал Золотой кубок КОНКАКАФ, в котором она стала победителем: на пути к трофею были обыграны Канада со счётом 8:0 и Ямайка со счётом 6:1, а в финале 25 июля сборная США была разгромлена со счётом 4:0. Также в товарищеских матчах были достигнуты такие положительные результаты, как ничья 1:1 с Бразилией 8 августа и ничья 0:0 с Германией 22 декабря 1993 года.
С другой стороны, товарищеские матчи в начале 1994 года оказались менее успешными: 26 января команда была разгромлена Швейцарией (1:5) и неделю спустя сыграла вничью с Россией (1:1). Кроме того, начало чемпионата мира 1994 года было неблагоприятным, поскольку в стартовом матче против Норвегии состоялся поздний гол Хьетиля Рекдаля, из-за которого мексиканцы проиграли со счётом 0:1. Но благодаря последующей победе над Ирландией 2:1 и ничьей 1:1 в последнем групповом матче против Италии Мексика заняла первое место в группе и вышла в плей-офф. Однако в четвертьфинале сборная сыграла с Болгарией вничью и покинула турнир из-за поражения в серии пенальти.
После того, как в следующем году Мексика покинула Кубок Америки уже на стадии четвертьфинала, проиграв США в серии пенальти, Бора Милутинович сменил Мехию на посту тренера сборной.

## Достижения
Командные
 УНАМ Пумас
- Кубок Мексики: 1975
- Чемпион чемпионов Мексики: 1975

Тренерские
 УНАМ Пумас
- Чемпион Мексики: 1991

 Мексика
- Золотой кубок КОНКАКАФ: 1993
- Финалист Кубка Америки: 1993